# Coracle

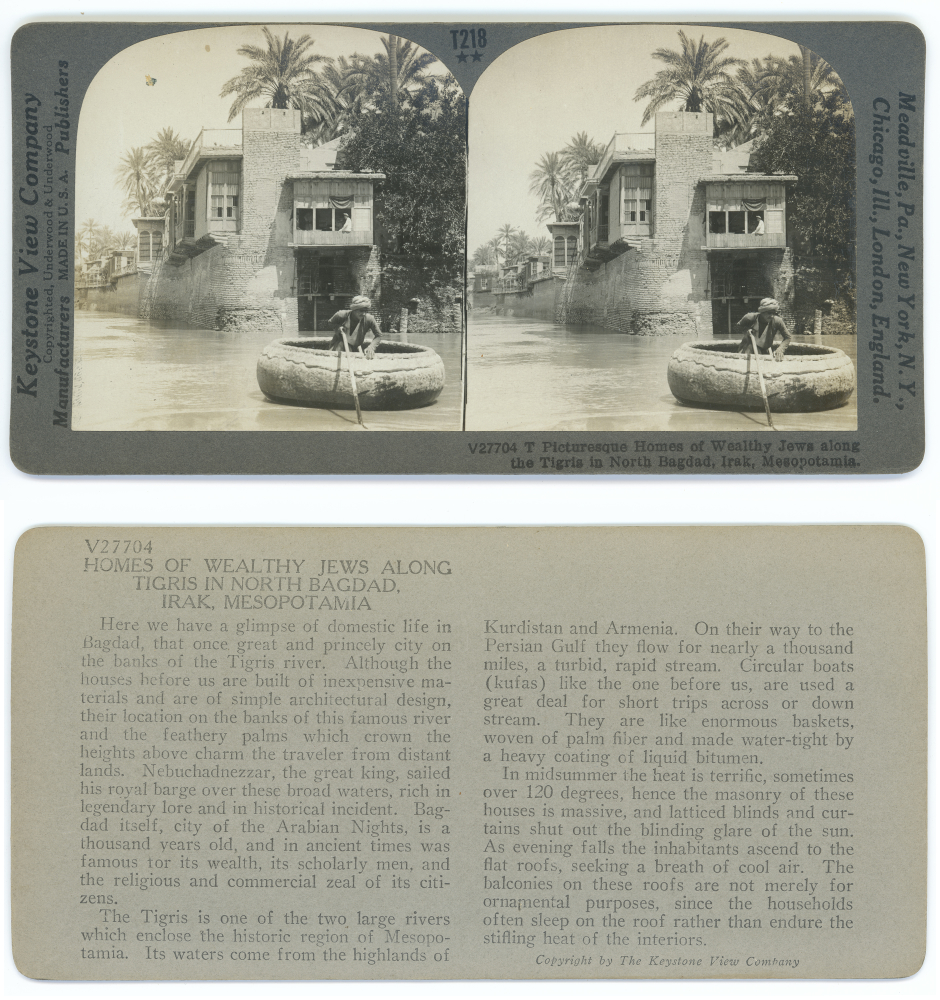
Coracle du fleuve Tigre, Mésopotamie ottomane 1890.

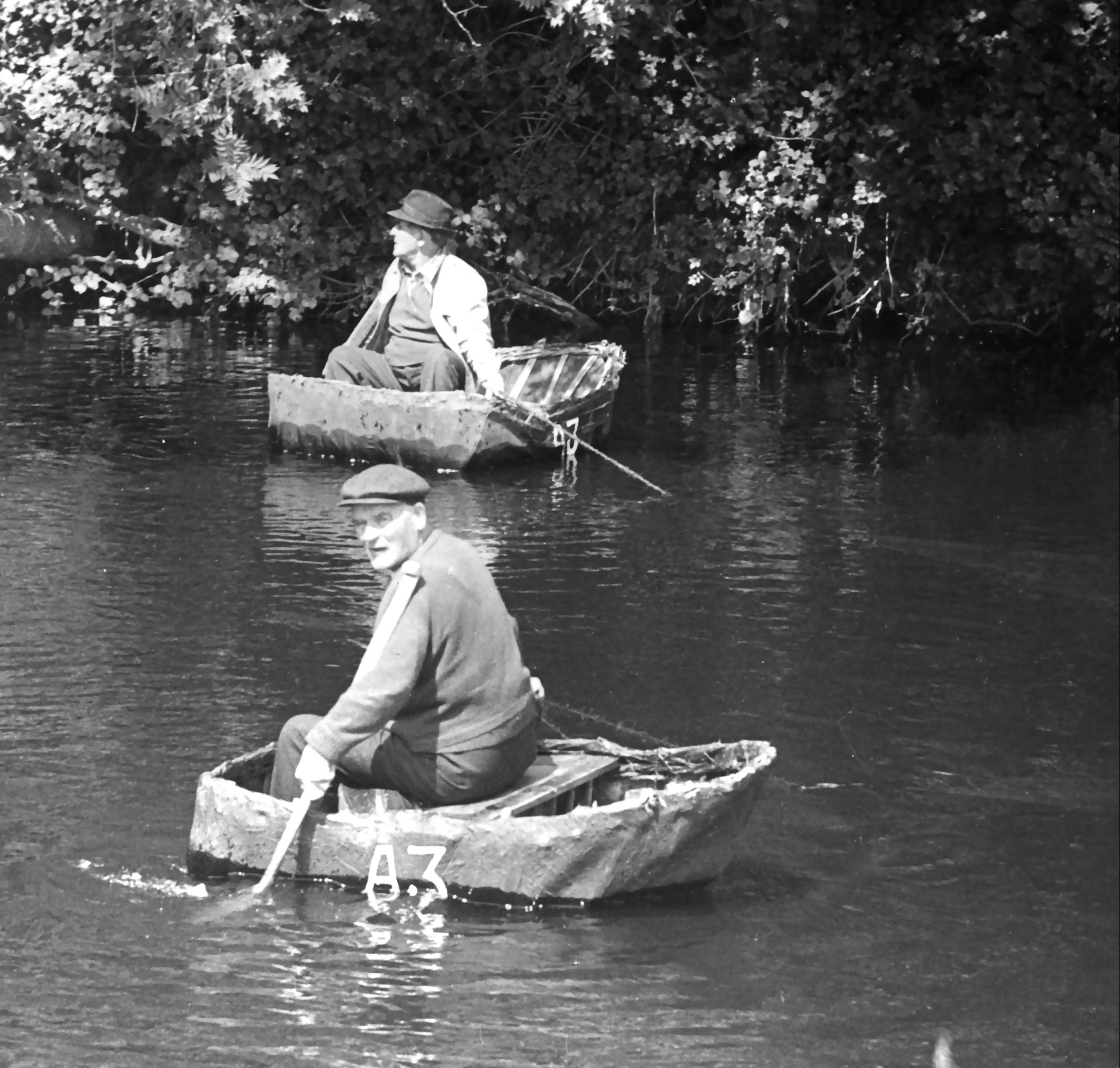
Coracles du fleuve Teifi, Pays de Galles en 1972

Un coracle est un bateau panier pesant environ cinq kilogrammes par passager, dont des formes proches ou dérivées sont encore utilisées dans plusieurs endroits du monde.

## Description

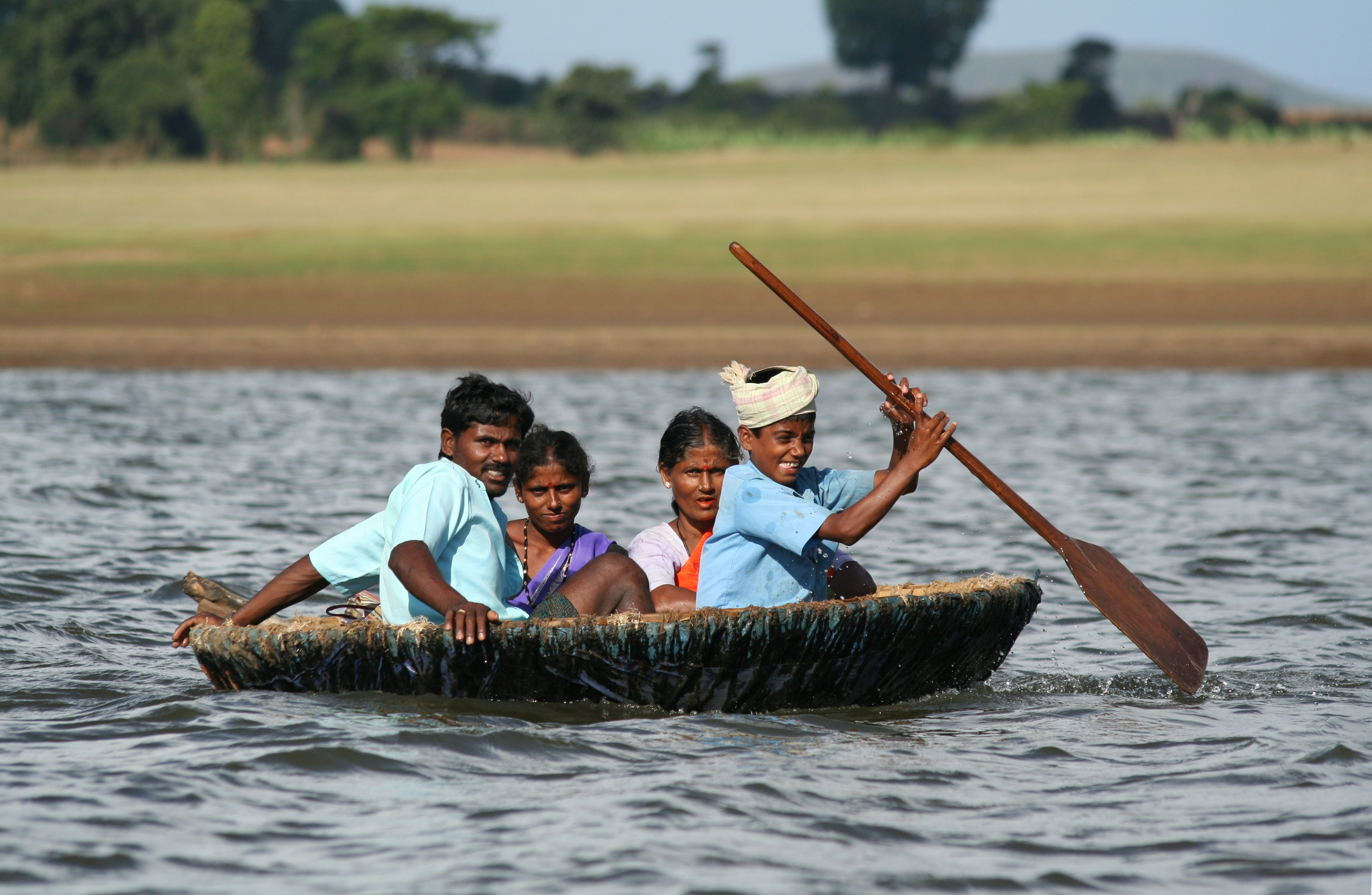
Un coracle sur la rivière Kabini en Inde.

Le coracle est une embarcation très légère, de forme ronde ou ovale, constituée d’un tissu (ou d'une peau) tendu sur un cadre en vannerie et enduit de goudron pour le rendre étanche.

## Historique

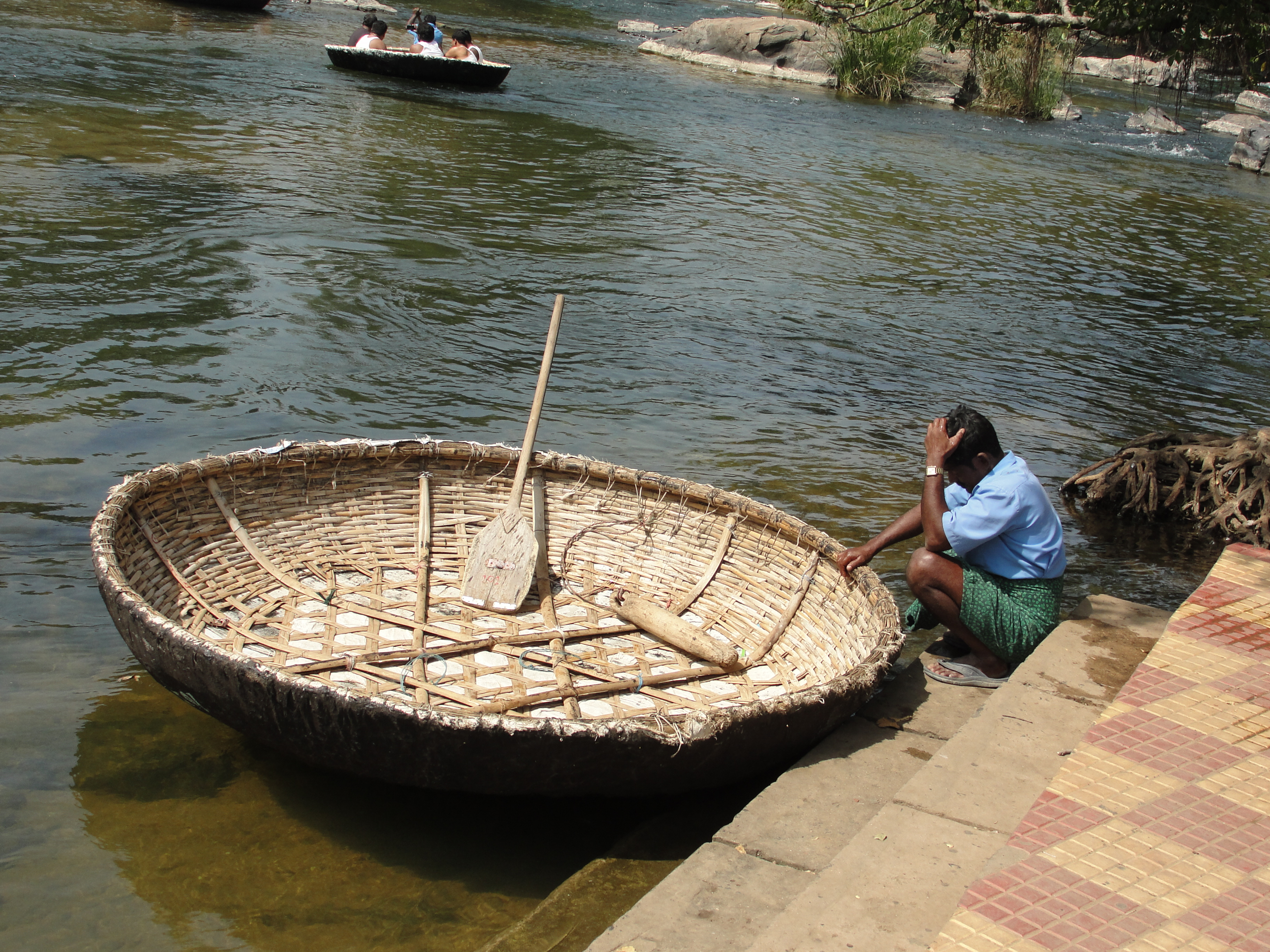
Un homme avec son coracle à Hokenakal (district de Dharmapuri, Tamil Nadu, Inde).

Des coracles sont évoqués dans les textes les plus anciens (tablettes d'argile mésopotamiennes, dont une dizaine présentent l'arche comme un coracle). Une de ces tablettes, datant de 3 700 ans et récemment traduite décrit plus précisément l'arche utilisée dans le mythe babylonien du déluge (antérieur à l'écriture du mythe de Noé) comme un très grand coracle, mais d'autres textes la décrivent comme un bâtiment cubique ou rectangulaire.
Selon les écrivains anciens, le cadre du coracle était autrefois couvert de cuir de cheval ou de taureau. Timée de Tauroménion, historien grec du IIIe siècle av. J.-C., écrit que ces bateaux servaient au transport de l’étain entre les Cornouailles et le continent. Ce type primitif d’embarcation était utilisé chez les Celtes comme en a témoigné Jules César dans une description. Il en a même utilisé au cours de sa campagne d’Espagne.
Les coracles étaient historiquement répandus dans les îles Britanniques, mais on n’en voit plus aujourd’hui, rarement, que dans des secteurs de l’ouest du Pays de Galles et du Shropshire, particulièrement sur le fleuve Severn. Les fleuves gallois Teifi et Towy sont les meilleurs endroits pour voir des coracles au Pays de Galles, quoique les types de coracle diffèrent suivant le cours d’eau.
Le nom de Dubăsari, ville de Moldavie sur le Dniestr, signifie « coracliers » en roumain : c’était un point de traversée de ce fleuve.

## Étymologie et appellations
Le mot curucus est attesté dans De excidio et conquestu Britanniae de Gildas le Sage. Ce mot latin représente soit un emprunt ancien au gaulois, soit un emprunt plus récent au brittonique, la forme primitive aurait été *corucos. En revanche, le mot français est un emprunt à l'anglais tardif coracle « bateau rond en osier, recouvert de peaux », lui-même issu du gallois cwrwgl (autrement corwgl, de corwg), ce type de bateau étant utilisé par les pêcheurs sur la côte du Pays de Galles et certaines parties de l'Irlande. Ce mot brittonique est un proche parent du gaëlique curachan, moyen irlandais curach, d'où gaëlique irlandais currach désignant un même type de bateau. 
Des embarcations employant des techniques similaires portent des noms variés dans d'autres langues : arabe goufa ou kouffa, hindi parisal, tibétain kudru ou kowa, vietnamien ghe thùng chài, chinois hoï an.

## Avantages

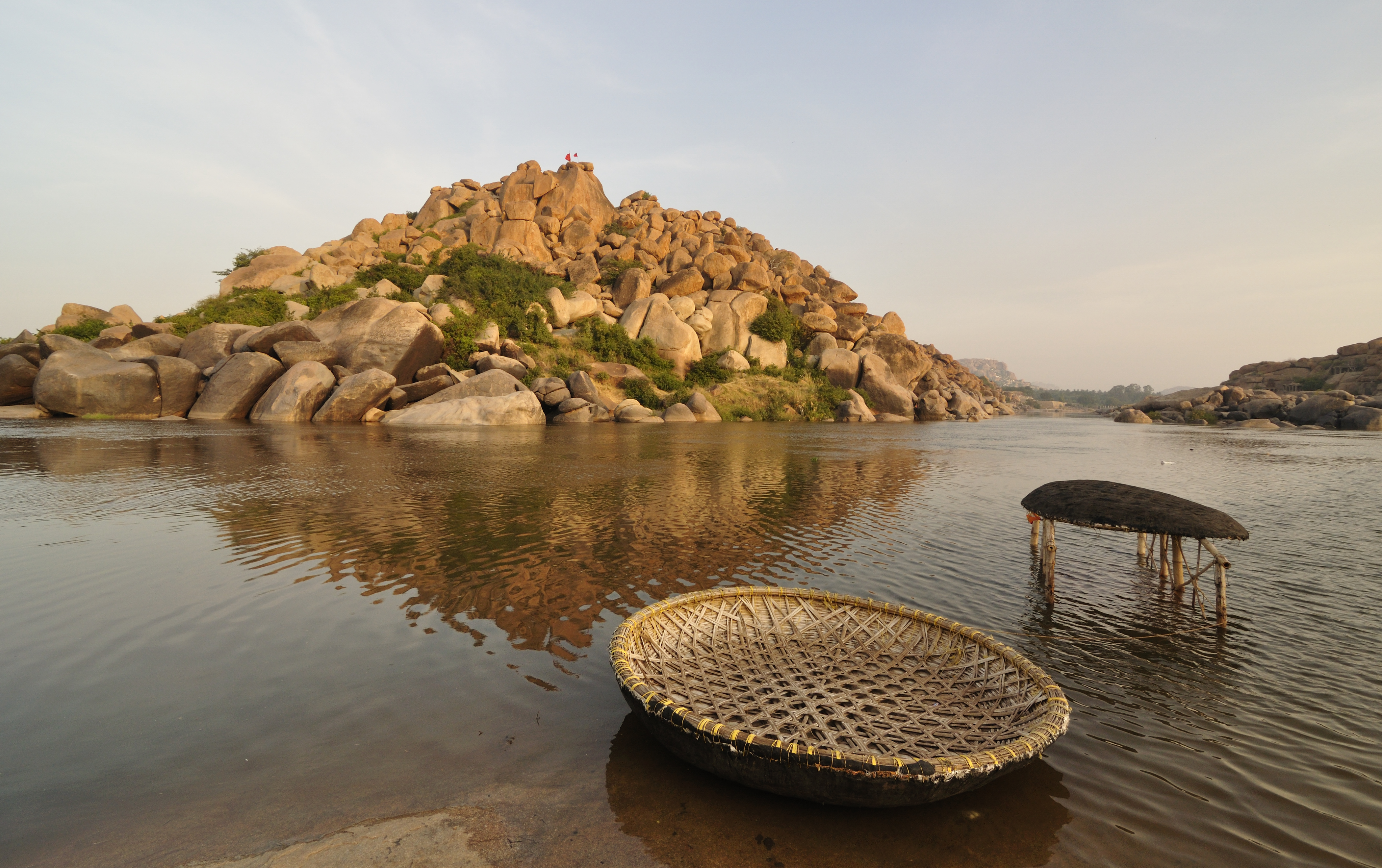
Coracles parisals sur la Tungabhadrâ en Inde.

Les petits coracles sont assez légers pour être portés par une personne seule, permettant au pêcheur ou à un habitant des bords de cours d’eau ou d’étangs de facilement le tenir sur ses épaules ou de s’y abriter de la pluie.

## La pêche en coracle
Elle se pratique encore, généralement à deux, chacun assis dans son coracle, une main tenant le filet et l’autre actionnant la pagaie. Quand un poisson est pris, chacun remonte son extrémité du filet jusqu’à ce que les deux coracles se touchent.

## Embarcations similaires

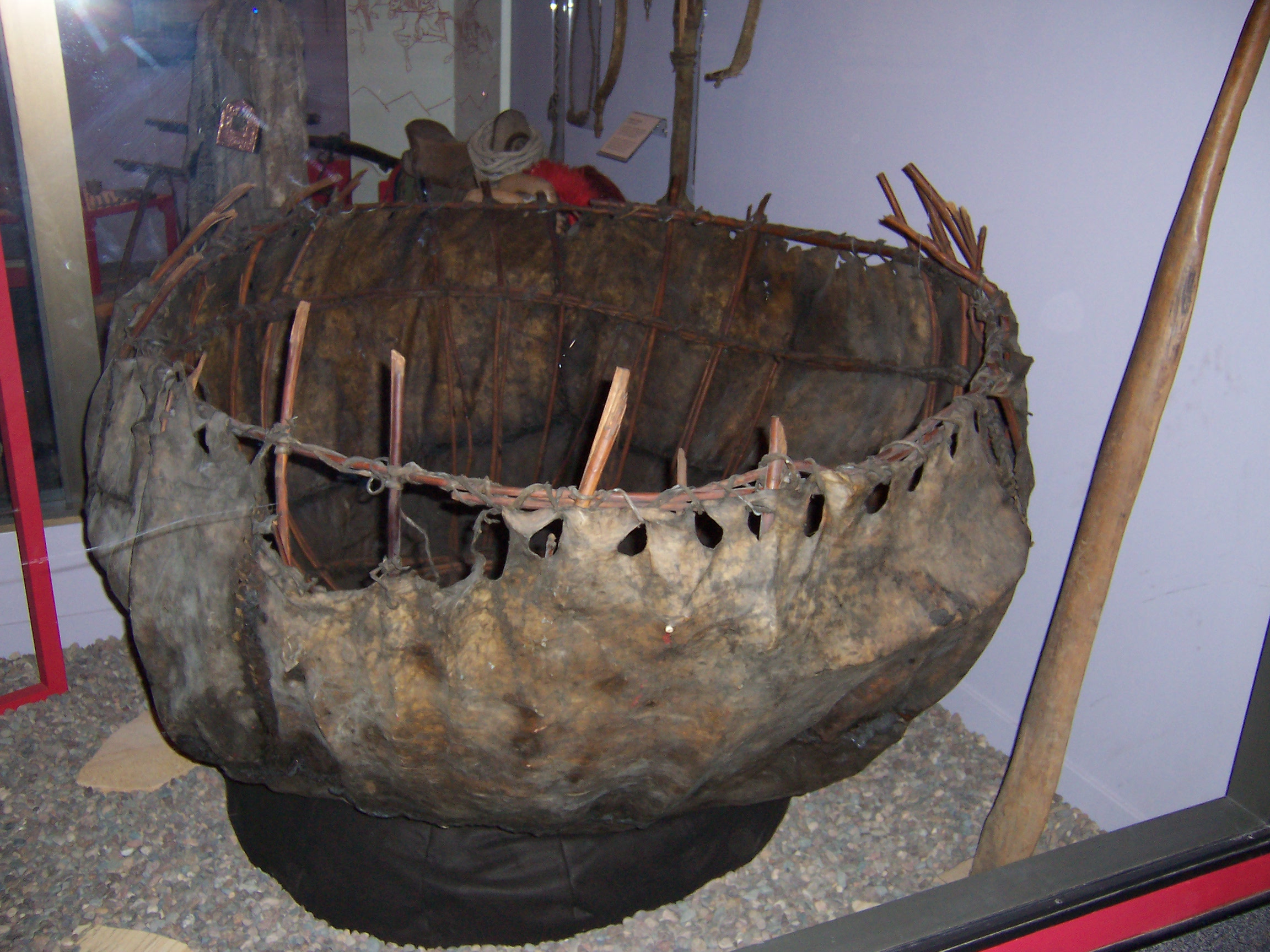
Kudru ou kowa du Tibet, Field Museum of Natural History, Chicago.

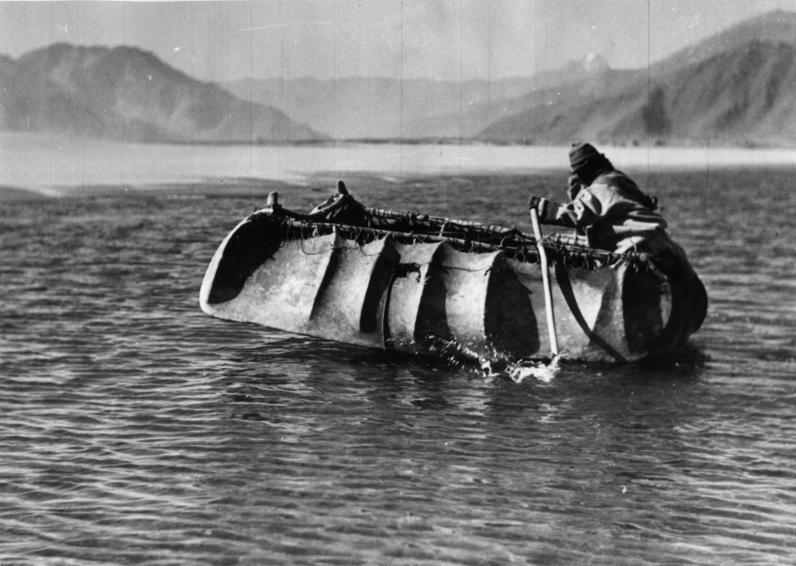
Autre coracle en peau de yack au Tibet, 1938.

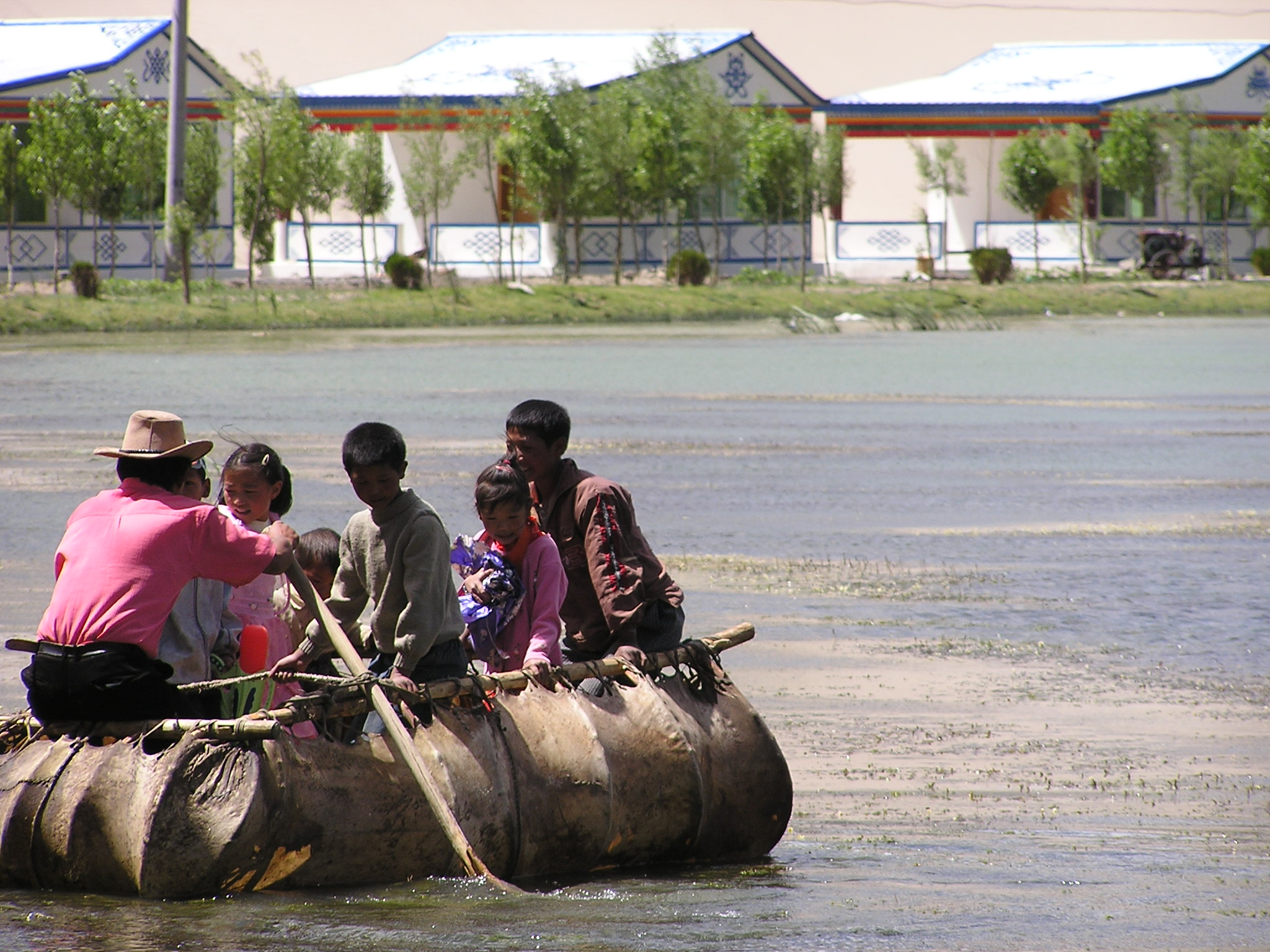
Coracle en peau de yack au Tibet, 2006.

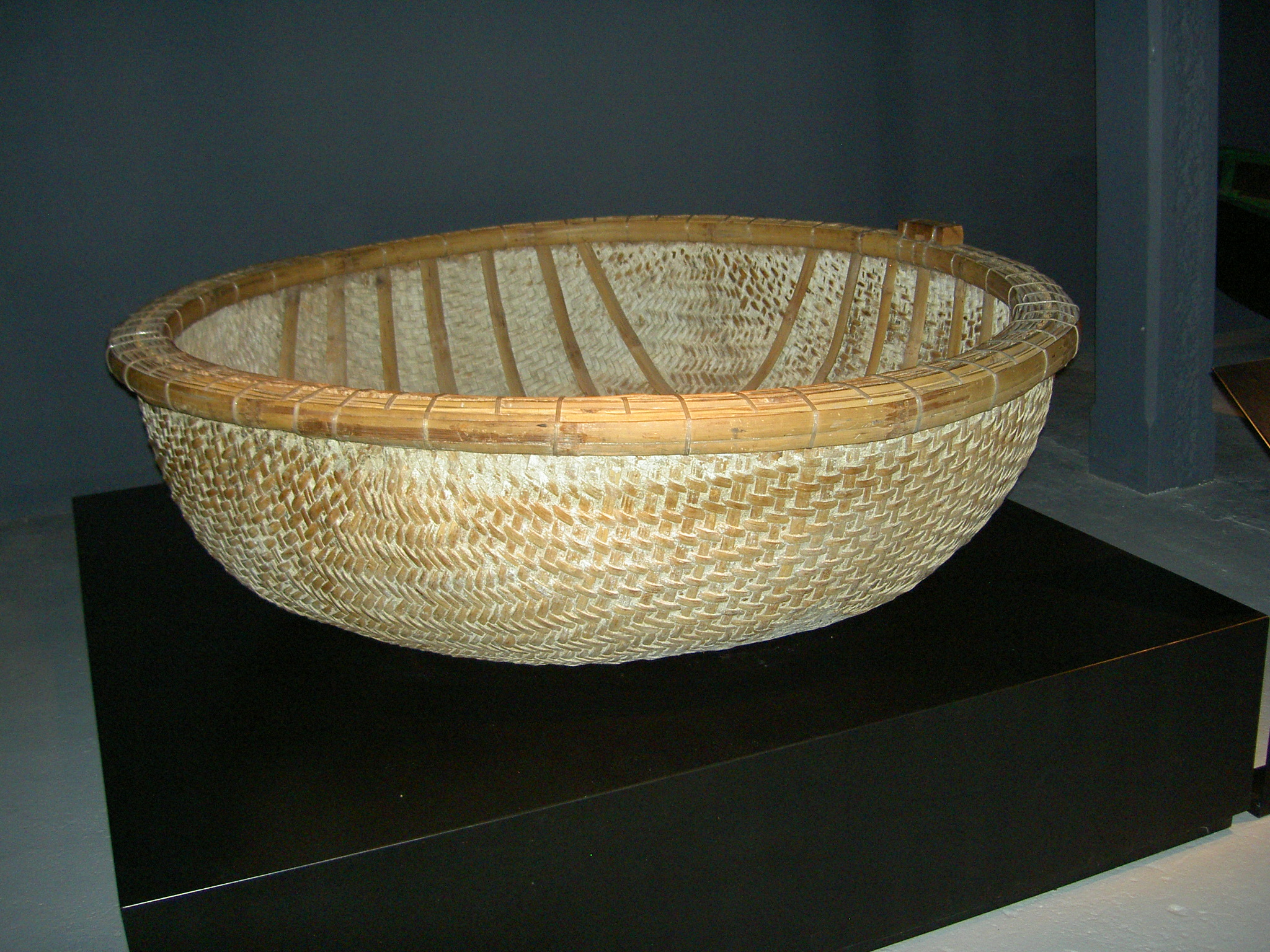
Coracle du Vietnam, 1994. Construit en bambou dans un village côtier de la province de Baria-Vung-Tau. Visible au port-musée de Douarnenez.

Le currach irlandais ou curragh est une embarcation similaire, mais plus importante, qui est toujours en usage. Des curachs ont aussi été utilisés dans l’ouest de l’Écosse :

« Le curach ou bateau de cuir et d’osier peut sembler aujourd’hui un véhicule très peu sûr, auquel faire confiance sur les mers tempétueuses, pourtant nos pères se livraient sans peur dans ces faibles véhicules à la merci du temps le plus violent. On en faisait autrefois grand usage dans les îles occidentales de l’Écosse, et on en trouve toujours au Pays de Galles. La structure est nommée [en gaélique] crannghail, un mot utilisé à Uist (en) pour désigner un bateau précaire. »

— Dwelly’s [Scottish] Gaelic Dictionary: Curach
Les currachs du fleuve Spey étaient particulièrement réputés et ce serait à bord de l’un d’eux que saint Brendan aurait traversé l’Océan Atlantique, de l’Irlande aux Antilles vers 544-545. Les annexes pliantes commercialisées sous le nom de Marcel Bardiaux et le canot pneumatique « zodiac » s’inspirent aussi des coracles.

## Coracles dans la fiction
On retrouve des coracles dans plusieurs œuvres comme :
- L'Île au trésor de Robert Louis Stevenson (lire le texte en ligne).
- Peter Pan dans les jardins de Kensington de James Matthew Barrie (lire le texte en ligne).
- Dans le film documentaire de Robert Flaherty L'Homme d'Aran, on assiste à une sortie en mer d'un groupe de pêcheurs irlandais d'Aran à bord d'un coracle, par très gros temps, l'embarcation finissant en triste état, déchiquetée par les déferlantes qui martèlent une portion rocheuse du littoral, séquence qui à l'évidence a été réalisée sans trucage mais laisse rêveur quiconque connaît un tant soit peu la mer… Jamais un pêcheur qui se respecte ne se risquerait dehors par un tel mauvais temps déjà établi (sauf à l'extrême rigueur, pour tenter un sauvetage). 
 Selon divers articles (dans Voiles et Voiliers notamment) relatifs au tournage de ce film culte, Flaherty qui avait pris quelque licence avec la stricte vérité pour mieux idéaliser les pêcheurs d'Aran aurait usé de divers arguments (dollars, whisky et… goût du défi) pour pousser les pêcheurs d'Aran à prendre des risques d'autant plus grands qu'à cette époque, ils étaient bien peu à savoir nager…
- Brendan de Clonfert, en 515-524, aurait fait son premier grand voyage aux Îles Féroé et en Islande à bord d'un coracle.